# ليدوريكي
ليدوريكيون (Λιδορίκιον) هي مدينة في فوكيس في مقاطعة كينتريكي إلادا في اليونان. بلغ عدد سكانها 4225 شخص في إحصاء عام 2001.